# Porsche Classic 1983
Porsche Classic 1983 — жіночий тенісний турнір, що проходив на закритих кортах з твердим покриттям у Штутгарті (Західна Німеччина). Належав до Світової чемпіонської серії Вірджинії Слімс 1983. Тривав з 24 жовтня до 30 жовтня 1983 року. Перша сіяна Мартіна Навратілова здобула титул в одиночному розряді, свій другий підряд на цьому турнірі, й отримала за це 28 тис. доларів США.

## Фінальна частина

### Одиночний розряд
Мартіна Навратілова —  Катрін Танв'є 6–1, 6–2
- Для Навратілової це був 14-й титул в одиночному розряді за сезон і 84-й — за кар'єру.

### Парний розряд
Мартіна Навратілова /  Кенді Рейнолдс —  Вірджинія Рузічі /  Катрін Танв'є 6–2, 6–1
- Для Навратілової це був 25-й титул за сезон і 176-й — за кар'єру. Для Рейнолдс це був 7-й титул за сезон і 16-й — за кар'єру.

## Розподіл призових грошей
| Дисципліна       | П       | F       | ПФ     | ЧФ     | 1/8    | 1/16 |
| Одиночний розряд | $28,000 | $14,000 | $7,000 | $3,350 | $1,675 | $825 |